# Apalis à front roux
Prinia rufifrons
Espèce
Statut de conservation UICN

 LC  : Préoccupation mineure
L'Apalis à front roux (Prinia rufifrons) est une espèce de passereaux de la famille des Cisticolidae.

## Répartition et sous-espèces
Selon la classification de référence du Congrès ornithologique international (15.1, 2025) il se répartit en trois sous-espèces :
- P. r. rufifrons  Rüppell, 1840 — aire fragmentée de l'est du Tchad à l'Érythrée, Djibouti et le Somaliland ;
- P. r. smithi (Sharpe, 1895) — du sud-est du Soudan du Sud à la Somalie et nord-est de la Tanzanie ;
- P. r. rufidorsalis (Sharpe, 1897) — nord-est du Kenya.